# Cité administrative de l'Essonne
La cité administrative de l'Essonne est un bâtiment situé à Évry-Courcouronnes qui regroupe l'hôtel de préfecture de l'Essonne, l'hôtel du département et le palais de justice du tribunal judiciaire. Construite en 1971, la cité a été construite dans le mouvement de la politique des villes nouvelles françaises suivant la création du département en 1968 par démembrement de l'ancienne Seine-et-Oise.
La cité administrative est labellisée Architecture contemporaine remarquable en 2021,.